# Nazlat Faradż Allah Matta
Nazlat Faradż Allah Matta – miejscowość w Egipcie, w muhafazie Al-Minja, w dystrykcie Al-Minja. W 2006 roku liczyła 3700 mieszkańców.